# Ödeby socken
Ödeby socken i Närke ingick i Glanshammars härad och är sedan 1974 en del av Örebro kommun i Örebro län, från 2016 inom Lillkyrka-Ödeby distrikt.
Socknens areal är 33,90 kvadratkilometer, varav 25,40 land. År 1954 fanns här 159 invånare. Slottsruinen Kägleholm samt sockenkyrkan Ödeby kyrka ligger i socknen.

## Administrativ historik
Ödeby socken har medeltida ursprung, gården Ön har fornlämningar. Möjligen har den medeltida frälseätten som numera kallas Ödebyätten eller Ekeblad från Ödeby här sitt ursprung.  
Vid kommunreformen 1862 övergick socknens ansvar för de kyrkliga frågorna till Ödeby församling och för de borgerliga frågorna till Ödeby landskommun. Landskommunen inkorporerades 1952 i Glanshammars landskommun som 1974 uppgick i Örebro kommun. Församlingen uppgick 1980 i Lillkyrka-Ödeby församling som 2002 uppgick i Glanshammars församling.
1 januari 2016 inrättades distriktet Lillkyrka-Ödeby, med samma omfattning som Lillkyrka-Ödeby församling hade 1999/2000 och fick 1981, och vari detta sockenområde ingår.
Socknen har tillhört fögderier, tingslag och domsagor enligt vad som beskrivs i artikeln Närke.  De indelta soldaterna tillhörde Närkes regemente, Örebro kompani och Livregementets husarkår, Örebro skvadron.

## Geografi
Ödeby socken ligger nordost om Örebro kring sjön Väringen med  skogsplatån Käglan i söder och Arbogaån i norr. Socknen är slättbygd kring Väringen och mot ån, och skogsbygd i övrigt.

## Fornlämningar
Nio gravfält från järnåldern är funna samt två fornborgar.

## Namnet
Namnet (1314 Öyuum) kommer från kyrkplatsen, en ö i sjön Väringen. Förleden innehåller ö som sedan utvecklats till Öbo, 'inbyggarna på ön' som omformats till dagens namn.

## Befolkningsutveckling
| Befolkningsutvecklingen i Ödeby socken 1750–1970                                                        | Befolkningsutvecklingen i Ödeby socken 1750–1970 | Befolkningsutvecklingen i Ödeby socken 1750–1970 | Befolkningsutvecklingen i Ödeby socken 1750–1970 | Befolkningsutvecklingen i Ödeby socken 1750–1970 |
| --- | ------------------------------------------------ | ------------------------------------------------ | ------------------------------------------------ | ------------------------------------------------ |
| |                                                  |                                                  |                                                  |                                                  |
| År |                                                  |                                                  | Folkmängd                                        |                                                  |
| 1750 | 1750                                             |                                                  | 314                                              |                                                  |
| 1760 | 1760                                             |                                                  | 354                                              |                                                  |
| 1769 | 1769                                             |                                                  | 288                                              |                                                  |
| 1780 | 1780                                             |                                                  | 254                                              |                                                  |
| 1790 | 1790                                             |                                                  | 299                                              |                                                  |
| 1800 | 1800                                             |                                                  | 301                                              |                                                  |
| 1810 | 1810                                             |                                                  | 295                                              |                                                  |
| 1820 | 1820                                             |                                                  | 366                                              |                                                  |
| 1830 | 1830                                             |                                                  | 363                                              |                                                  |
| 1840 | 1840                                             |                                                  | 345                                              |                                                  |
| 1850 | 1850                                             |                                                  | 404                                              |                                                  |
| 1860 | 1860                                             |                                                  | 427                                              |                                                  |
| 1870 | 1870                                             |                                                  | 403                                              |                                                  |
| 1880 | 1880                                             |                                                  | 430                                              |                                                  |
| 1890 | 1890                                             |                                                  | 426                                              |                                                  |
| 1900 | 1900                                             |                                                  | 344                                              |                                                  |
| 1910 | 1910                                             |                                                  | 333                                              |                                                  |
| 1920 | 1920                                             |                                                  | 321                                              |                                                  |
| 1930 | 1930                                             |                                                  | 282                                              |                                                  |
| 1940 | 1940                                             |                                                  | 257                                              |                                                  |
| 1950 | 1950                                             |                                                  | 173                                              |                                                  |
| 1960 | 1960                                             |                                                  | 138                                              |                                                  |
| 1970 | 1970                                             |                                                  | 81                                               |                                                  |
| Anm: Källor: Umeå universitet - Tabellverket 1749-1859, Demografiska databasen, CEDAR, Umeå universitet |                                                  |                                                  |                                                  |                                                  |